# Бабич Лідія Йосипівна
Лі́дія Йо́сипівна Ба́бич (Хинку) (24 вересня 1897, с. Катеринівка, тепер м. Кипуче — 7 серпня 1970, Кишинів) — румунська і молдавська оперна співачка (ліричне сопрано) та педагог.

## Біографія
Народилась в 1897 році в селищі Катеринівка. Походить з родини євреїв-переселенців з Бендер Бессарабської губернії. Батько був комерсант і провізор, мати займалася благодійністю та громадськими заходами. В швидкому часі після її народження родина повертається в Бессарабію та зупиняється в Кишиневі, де в рамках благодійності її мати в 1920 році засновує сирітський притулок для дітей (згодом названий її ім'ям).
В 1910–1915 роках навчалася в музичній школі, закінчила по класу фортепіано училище кишинівського відділення Російського музичного товариства. Продовжує навчатися, 1918 року закінчує Одеський музично-драматичний інститут ім. Бетховена — клас фортепіано та вокалу.
Її першим вчителем вокалу був баритон Яків Горський.

## Оперні виступи
Протягом 1918—1922 років виступає в близькому часі перед тим створеній Кишинівській «Бессарабській опері», рівно з тим продовжує навчання у Лідії Липківської — в приватній кишинівській консерваторії (котра згодом йменувалася «Уніря»), по тому — в Міланській консерваторії Дж. Верді — у Вітторіо Ванцо.
Груднем 1925 року дебютує у Бухарестському ліричному театрі (Бухарестський королівський оперний театр), першою роллю була Віолетта — «Травіата» Д. Верді.
Виступи на оперній сцені до 1934 року суміщає з співом в хорі капели Товариства румунської пісні.
В 1930 роках була примою-сопрано Бухарестської опери, з виконаних цим часом партій:
- Джілья «Ріголетто» Д. Верді,
- Маргарита — «Фауст», Ш. Гуно,
- Лакме — «Лакме», Деліб,
- Манон Леско — «Манон», Массне,
- Констанца — «Викрадення з сералю» Моцарта,
- Марженка — «Продана наречена» Б. Сметани, Гастролювала по містах Європи, виконувала рецитали з такими музиками, як Александреску Альфред, Ісаак Бейн, Еджіціо Массіно (диригент, директор Румунської королівської опери, її чоловік), Нона Оттеску, Іонел Перля.

1931 року нагороджена орденом та дипломом «Meritul cultural» за видатні заслуги в оперному мистецтві Румунії.
Після смерті матері, котра очолювала сирітський дівочий притулок, 1934 року обирається членом ревізійної комісії.
Кінцем 1939 року, з посиленням в Румунії профашистських настроїв, звільнена з театру — разом з іншими музикантами-євреями — диригентом Бейном і концертмейстером оркестру Й. Л. Дайлісом.

## Фронтові виступи та викладацька робота
В часі після анексії Бессарабії Радянським Союзом, повернулася до Кишинева — на той час в місті не було оперного театру. Була солісткою симфонічного оркестру Молдавської державної філармонії — керував Мілютін Б. С.
В роки радянсько-німецької війни виступала на фронтах та в тилу — у складі ансамблю молдавської пісні і танцю «Дойна» (керівник Д. Г. Гершфельд), їй постійно акомпанувала Гіта Страхілевіч.
1944 року після зайняття радянським військами Кишинева Гершфельд пропонує їй місце професора — по класу вокалу, у відновлюваній Кишинівській консерваторії.
Погодившись, два десятиліття — до 1965 року — була провідним вокальним педагогом Молдавської РСР в Інституті мистецтв ім. Г. Музическу.
Серед її вихованців — народні артистки Молдови Поліна Ботезату, Валентина Савицька, Тамара Чебан, заслужена артистка Я. І. Левицька, заслужені артистки РСФСР Р. Бабенко і Ж. Полупанова.
З 1958 року працювала консультантом по вокалу у хоровій капелі «Дойна» (керівник народний артист СРСР Мінін Володимир Миколайович).